# Cirugía general

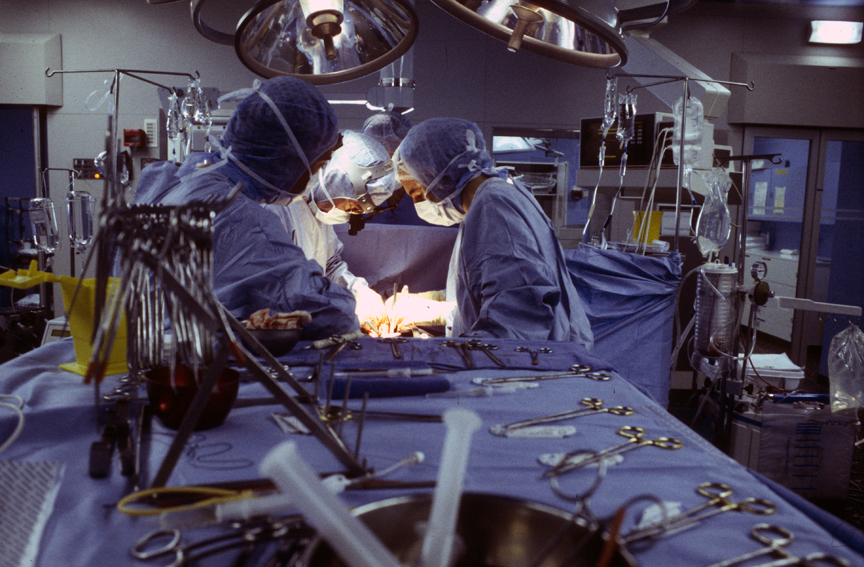
La cirugía en curso

La cirugía general es la especialidad médica de clase quirúrgica que abarca las operaciones del aparato digestivo; incluyendo el tracto gastrointestinal y el sistema hepato-bilio-pancreático, el sistema endocrino; incluyendo las glándulas suprarrenales, tiroides, paratiroides, mama y otras glándulas incluidas en el aparato digestivo. Asimismo incluye la reparación de hernias y eventraciones de la pared abdominal. En estas áreas de la cirugía no se precisa un especialista aunque el cirujano general puede especializarse en alguna de ellas. Esto no es igual en todos los países ya que en algunos es considerada una especialidad más y se entiende por super especialización la profundización en una de sus ramas quirúrgicas.
Desde el advenimiento de la cirugía laparoscópica, el cirujano general ha debido adecuarse, en los últimos tiempos, a la nueva modalidad de abordaje, dónde las destrezas adquiridas en la cirugía a cielo abierto, en muchos casos, se contrastan y en muchos otros se complementan con el nuevo abordaje quirúrgico.
La mayoría de las intervenciones en cirugía general requiere instrumental similar a excepción de los procedimientos rectales, mamarios y tiroideos, los cuales precisan instrumental especial. Mediante el uso de elemento quirúrgico profesional y adecuado para cada tipo de intervención.